# 솜욧 프륵사까셈숙
솜욧 프륵사까셈숙(태국어: สมยศ พฤกษาเกษมสุข, 1961년 9월 20일 ~ )는 태국의 노동운동가이자, UDD의 전 지도자이며, 민주 노동조합 연합(태국어: สหภาพพันธมิตรแรงงานประชาธิปไตย)의 의장이다. 람캄행 대학교를 졸업하였으며, 태국의 여러 노동 운동에 참여하였다.

## 체포
왕실모독죄 폐지 활동을 벌이던 솜욧은 2011년 4월 30일에 사깨오 주 출입국 검문소에서 태국 형법 112조에 의거하여 체포되어, 이후 방콕 구치소(태국어: เรือนจำพิเศษกรุงเทพมหานคร)에 수감되었다. 2012년 6월 21일에는 이에 항의하는 기자회견이 서울특별시 주한 태국 대사관 앞에서 열리기도 하였다.